# Haby Niaré
Haby Niaré (Mantes-la-Jolie, 26 giugno 1993) è una taekwondoka francese.

## Palmarès
- Giochi olimpici

Rio de Janeiro 2016: bronzo nei 67 kg.
- Mondiali

Puebla 2013: oro nei 67 kg.
- Europei

San Pietroburgo 2010: oro nei 67 kg.
Manchester 2012: argento nei 67 kg.
- Giochi del Mediterraneo

Mersin 2013: bronzo nei 67 kg.